# Rue des Saules
 (janvier 2019).
Si vous disposez d'ouvrages ou d'articles de référence ou si vous connaissez des sites web de qualité traitant du thème abordé ici, merci de compléter l'article en donnant les références utiles à sa vérifiabilité et en les liant à la section « Notes et références ».
La rue des Saules est une voie du 18e arrondissement de Paris, en France.

## Situation et origine du nom
La rue des Saules est une voie publique située dans le 18e arrondissement de Paris. Elle débute sur la butte Montmartre au 20, rue Norvins et 18, rue Saint-Rustique et se termine au 135, rue Marcadet après avoir longé la vigne de Montmartre et le cimetière Saint-Vincent.
En forte déclivité, elle relie les quartiers de Clignancourt et des Grandes-Carrières et sa chaussée comporte deux tronçons d'escaliers typiquement montmartrois.
Le quartier est desservi par la ligne 12 à la station Lamarck - Caulaincourt.

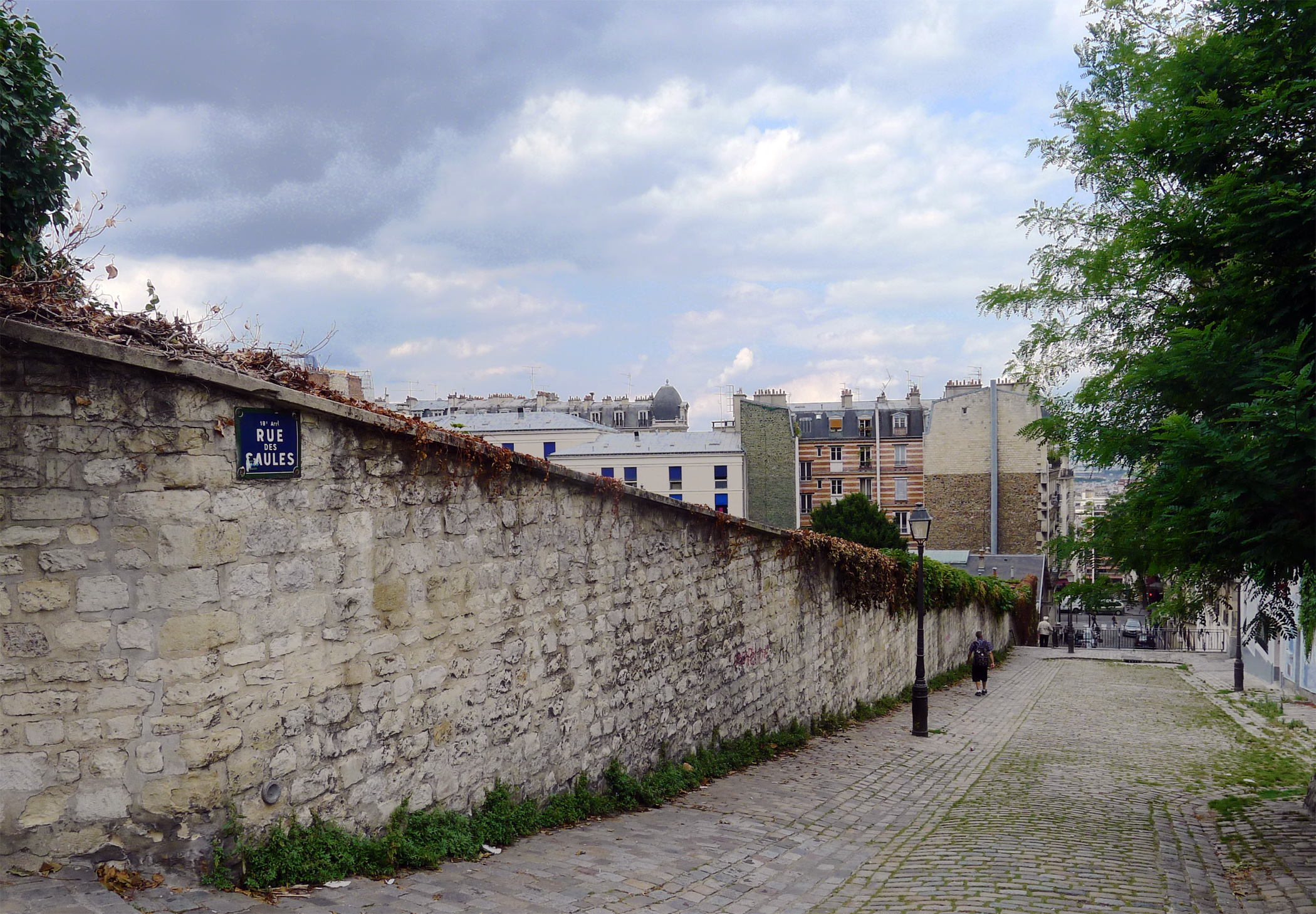
La rue longe le cimetière Saint-Vincent…
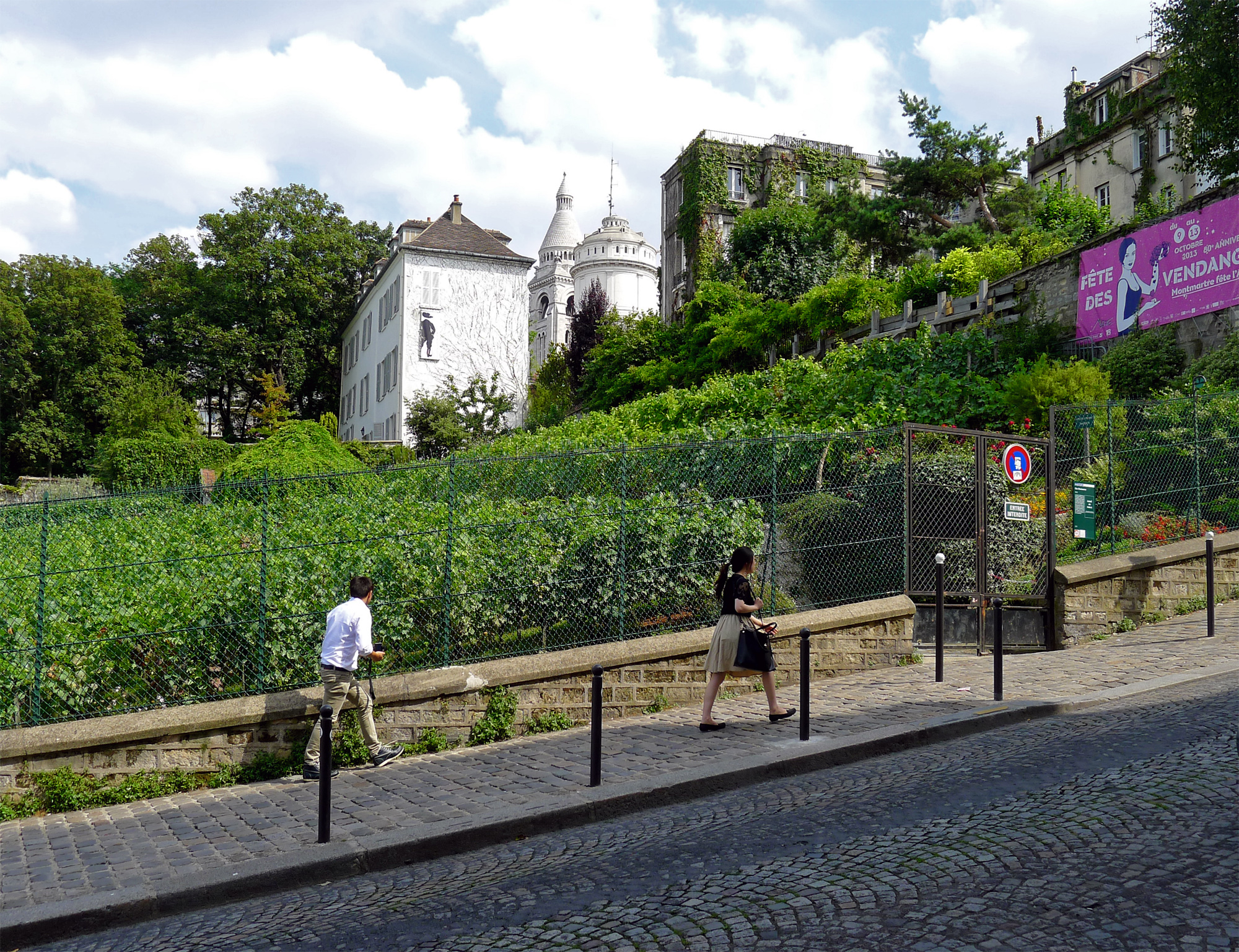
… et la vigne de Montmartre.

Les escaliers
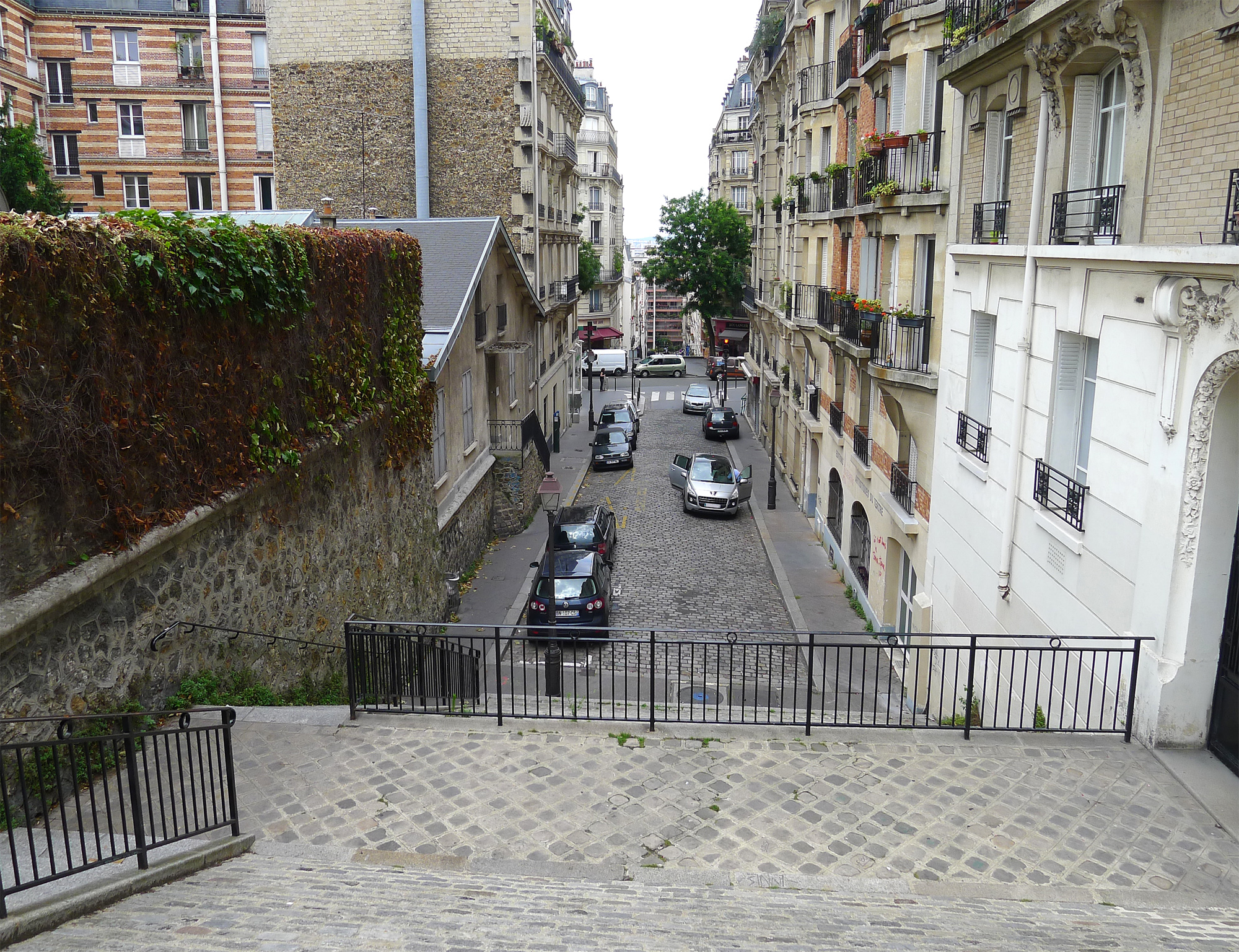
Au sud de la rue Caulaincourt.
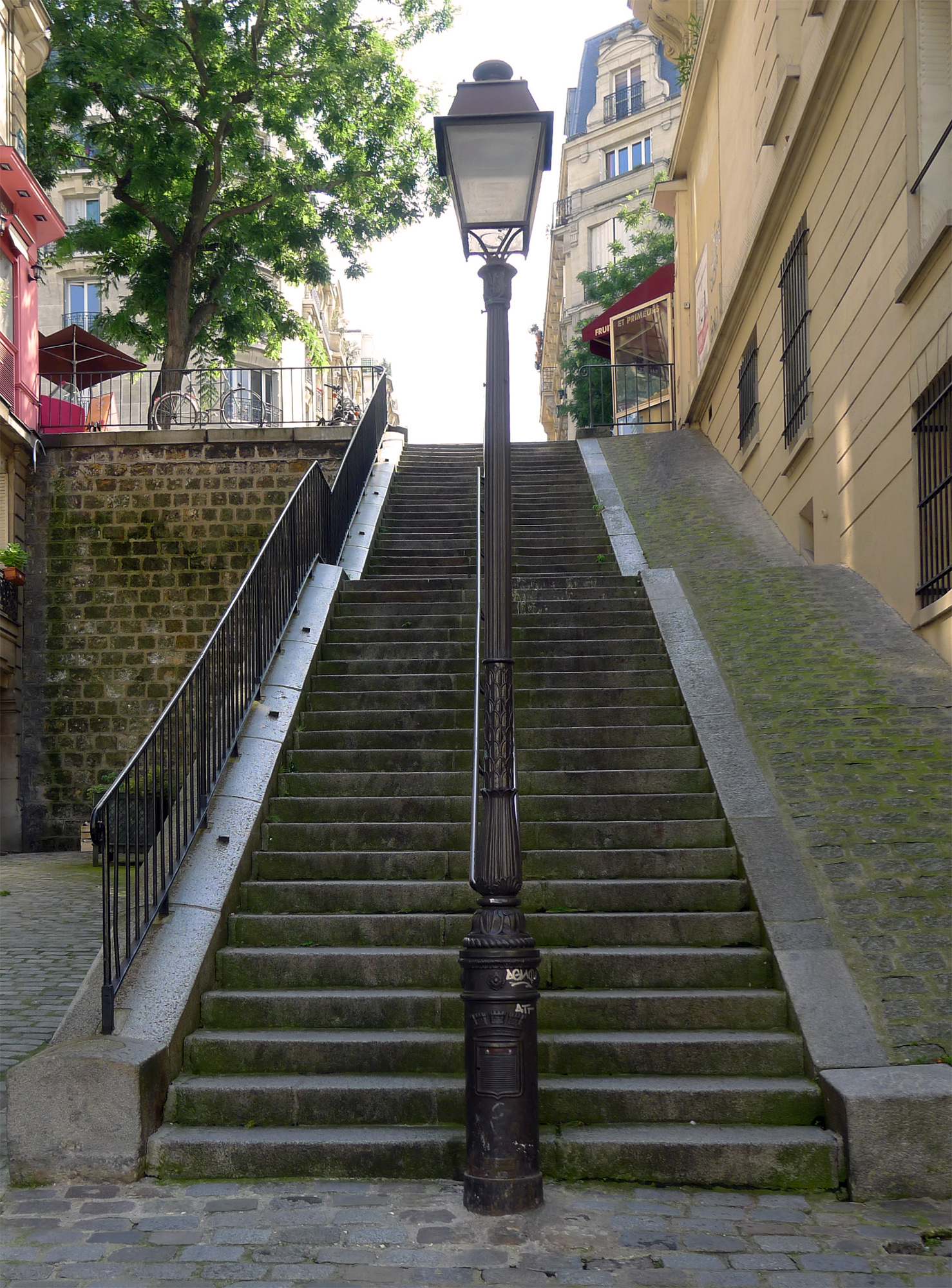
Au nord de la rue Caulaincourt.

## Origine du nom
Son nom provient du fait que cette voie était autrefois bordée de saules.

## Historique
Cette voie existait déjà en 1672 où elle est représentée sur le plan de Jouvin de Rochefort. La partie entre les rues Saint-Rustique et Saint-Vincent portait, en 1843, le nom de « rue des Fontaines » ; celle entre la rue Norvins et celle de Saint-Vincent faisant alors partie de l'ancienne commune de Montmartre. Devenue « rue de la Saussaye », elle prend son nom actuel en février 1867.
Elle a fait l'objet de plusieurs classements : entre la rue Norvins et la rue Saint-Vincent (décret du 23 mai 1863), entre les rues Lamarck et Marcadet (arr. du 24 mai 1973, complété par l'arr. du 29 juin 1973 et modifié par l'arr. du 18 octobre 1974) et entre les rues Saint-Vincent et Lamarck (arr. préf. du 21 janvier 1988).
La rue est fréquentée à la fin du XIXe et au début du XXe siècle par de nombreux peintres dont les œuvres dans les musées sont des témoignages d'une vie à la fois populaire et de bohème. C'est dans cette rue que l'on peut encore voir en 1900 les derniers porteurs d'eau à la bretelle.

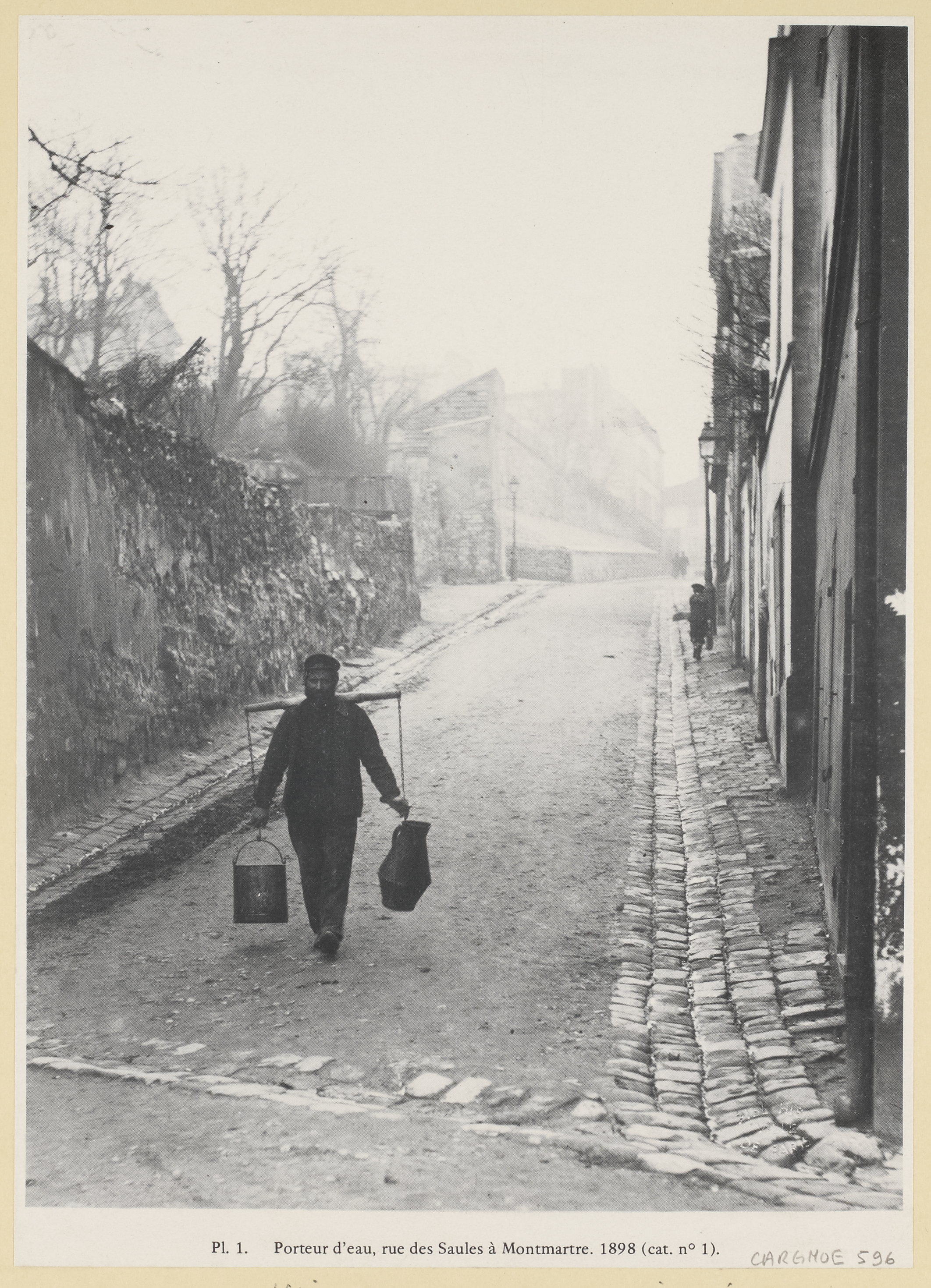
Porteur d'eau en 1898.
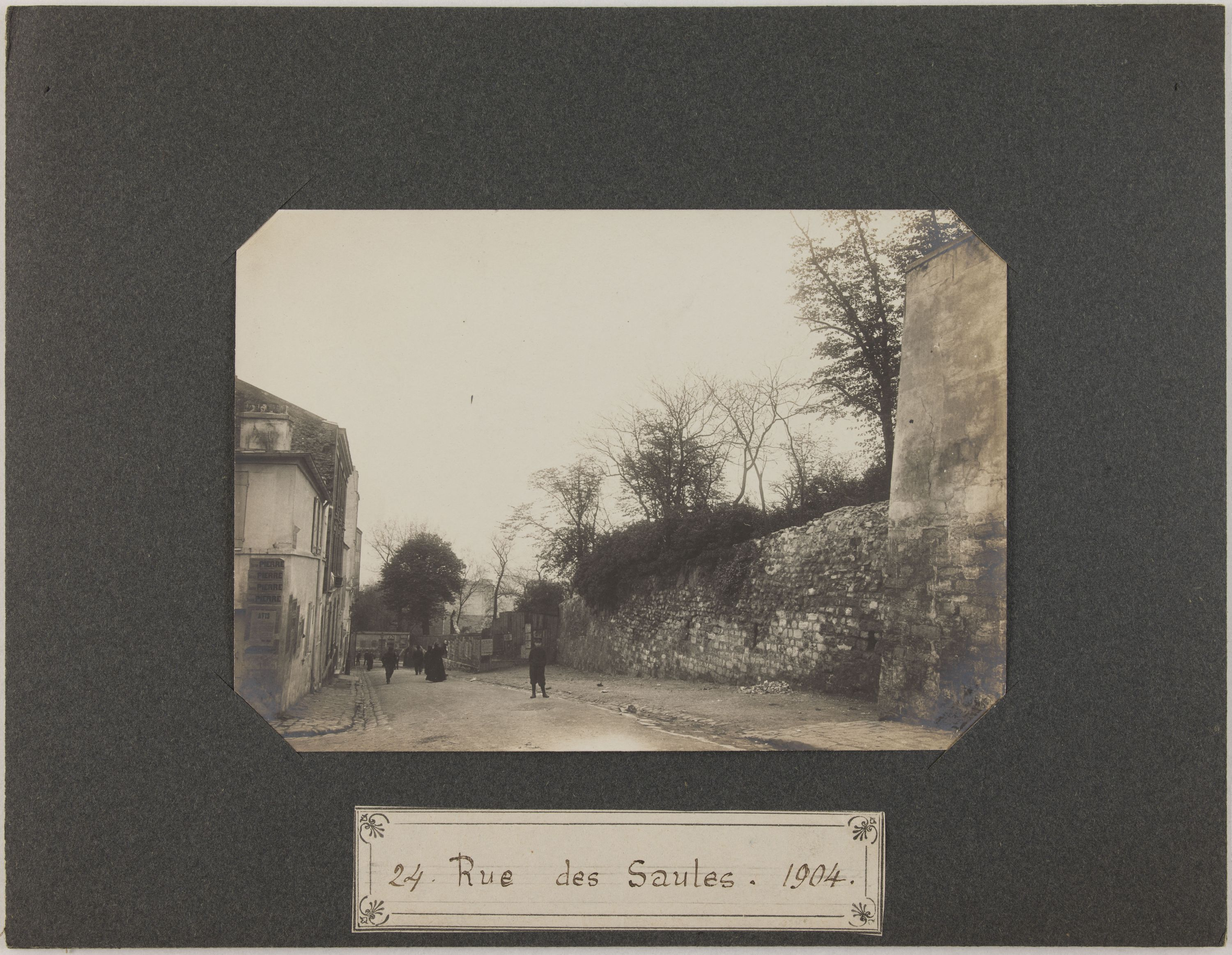
N°24, en 1904.
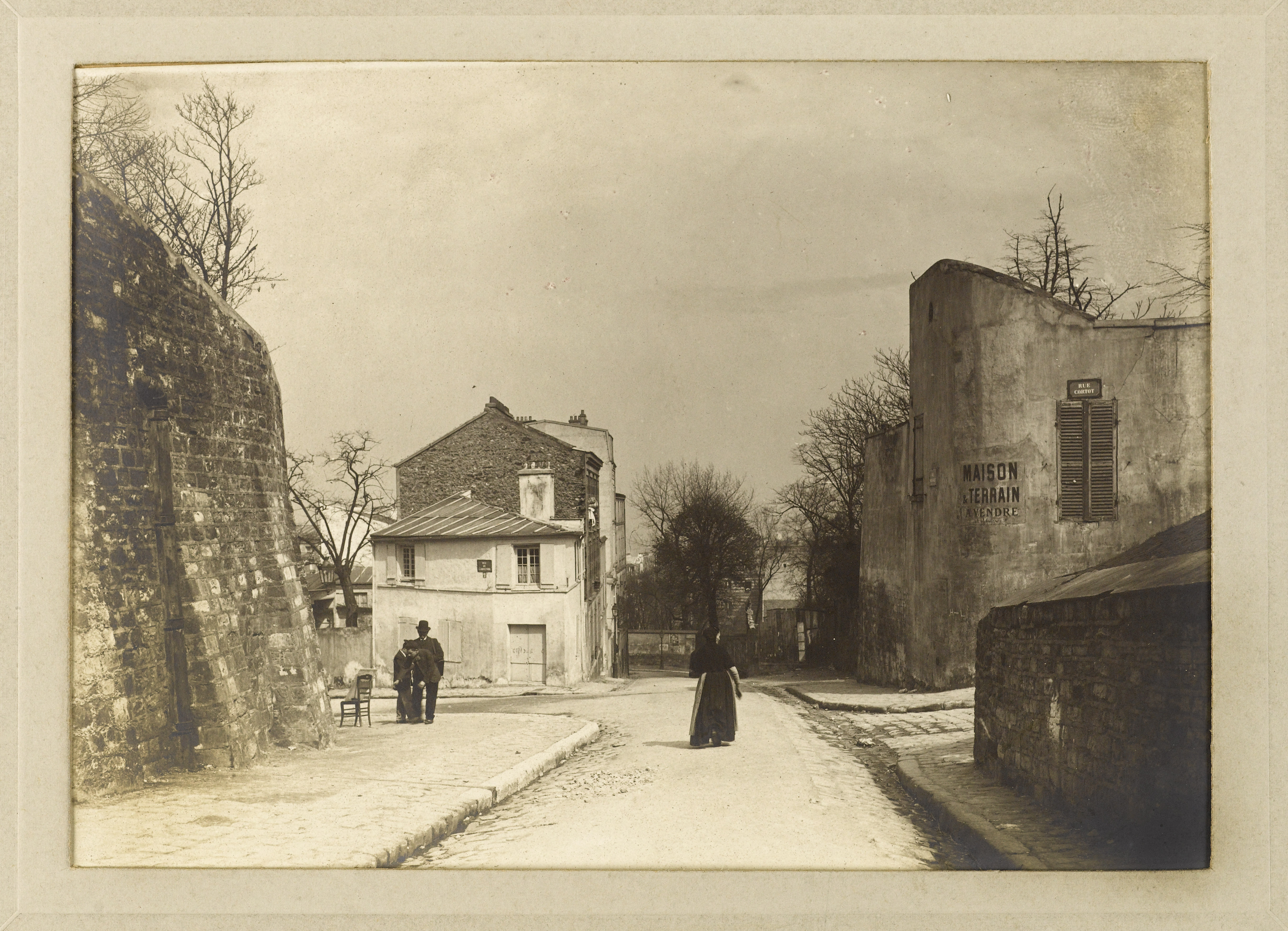
Carrefour des rues des Saules, Cortot et de l'Abreuvoir (1904).
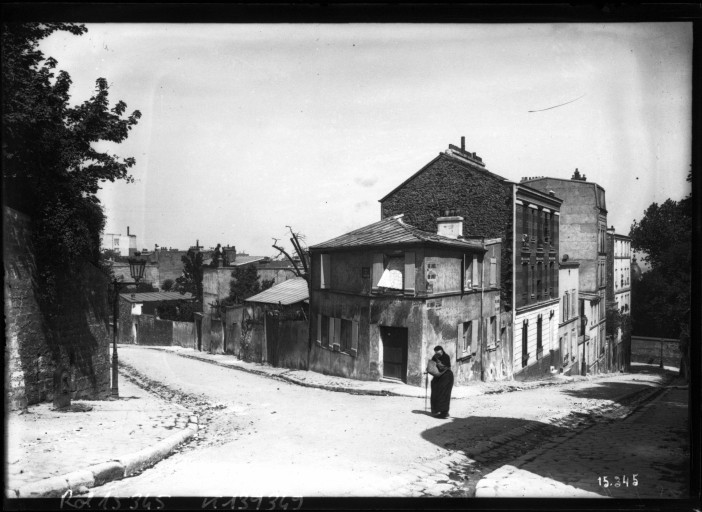
La Maison rose en 1911.

Dans la nuit du 20 au 21 avril 1944, pendant la Seconde Guerre mondiale, sous l'Occupation, le dépôt ferroviaire voisin de La Chapelle est bombardé par l'aviation alliée, qui prend aussi pour cible un appareil de la DCA allemande installé sur la butte Montmartre. Le quartier alentour est touché. Un témoin raconte : « Nous passons en haut de l'escalier de la rue du Mont-Cenis à l'angle Cortot. De là, on voit flamber vers Saint-Denis et en revenant rue des Saules, c'est la plaine Saint-Denis qui brûle ».
Un « asile israélite de nuit » s'installe au 12, rue des Saules (aujourd'hui 42, rue des Saules) en 1910, pour accueillir les immigrés juifs venus de Pologne ou de l'Empire russe. Une rafle d'enfants juifs a lieu pendant la Seconde Guerre mondiale au 49, de la rue des Saules. Une plaque commémorative y a été installée en 2010 par l'Association pour la mémoire des enfants juifs déportés.

## Bâtiments remarquables et lieux de mémoire
- No  22 : le cabaret Au Lapin Agile. Bâti en 1795, il est le lieu de rencontre privilégié des artistes du début du XXe siècle, de Max Jacob à Pablo Picasso en passant par Roland Dorgelès, Francis Carco ou Pierre Mac Orlan. Il s'appelait autrefois le Cabaret des Assassins.
- No  53 : le théâtre le Funambule Montmartre.

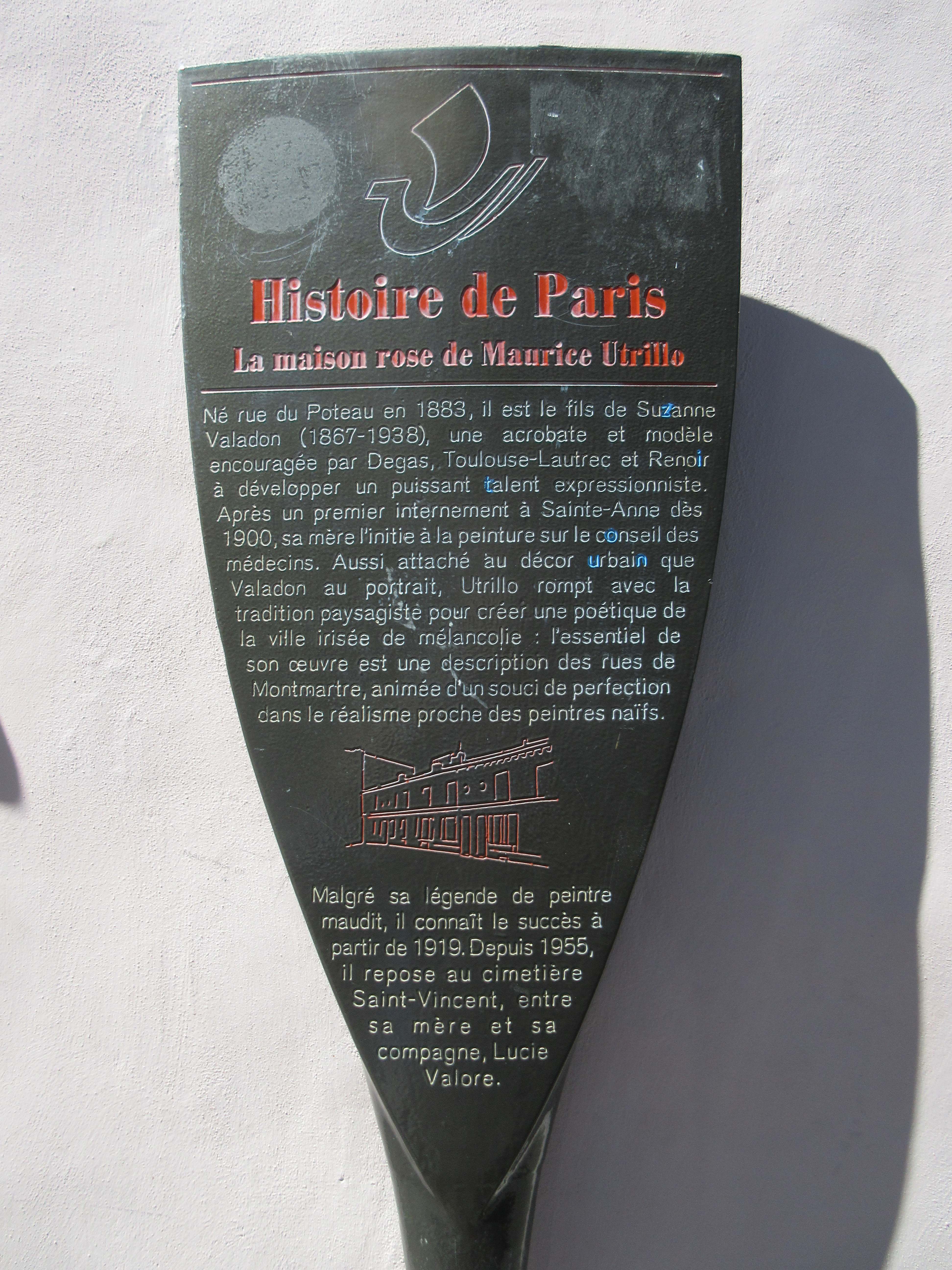
Panneau Histoire de Paris Maison Rose de Maurice Utrillo
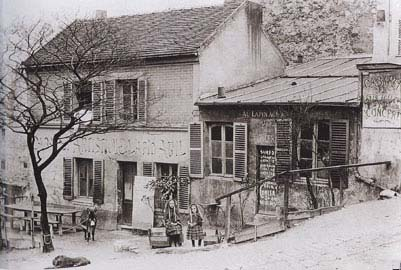
Au Lapin Agile vers 1880-1890...
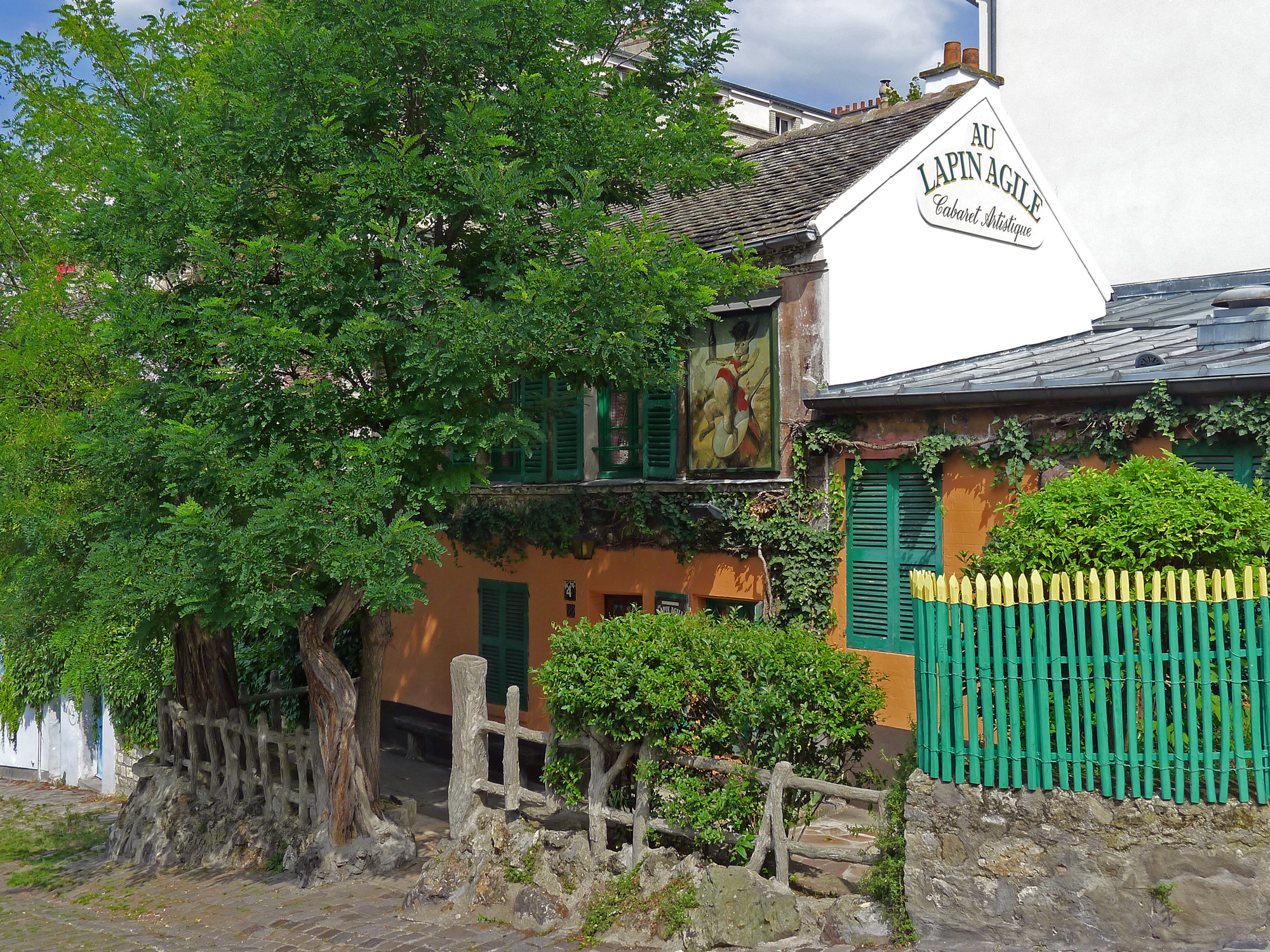
... et en 2014.
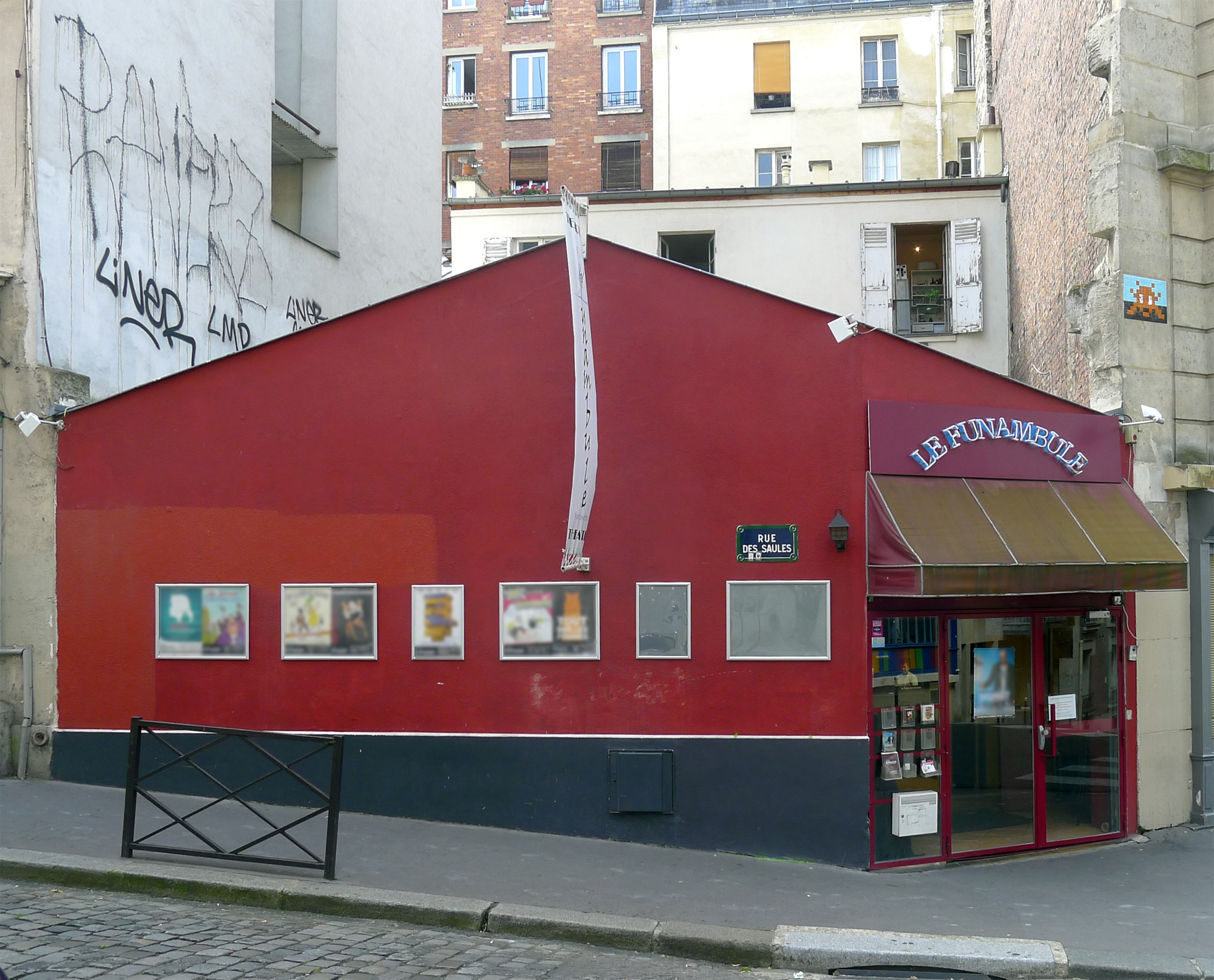
Théâtre le Funambule Montmartre.
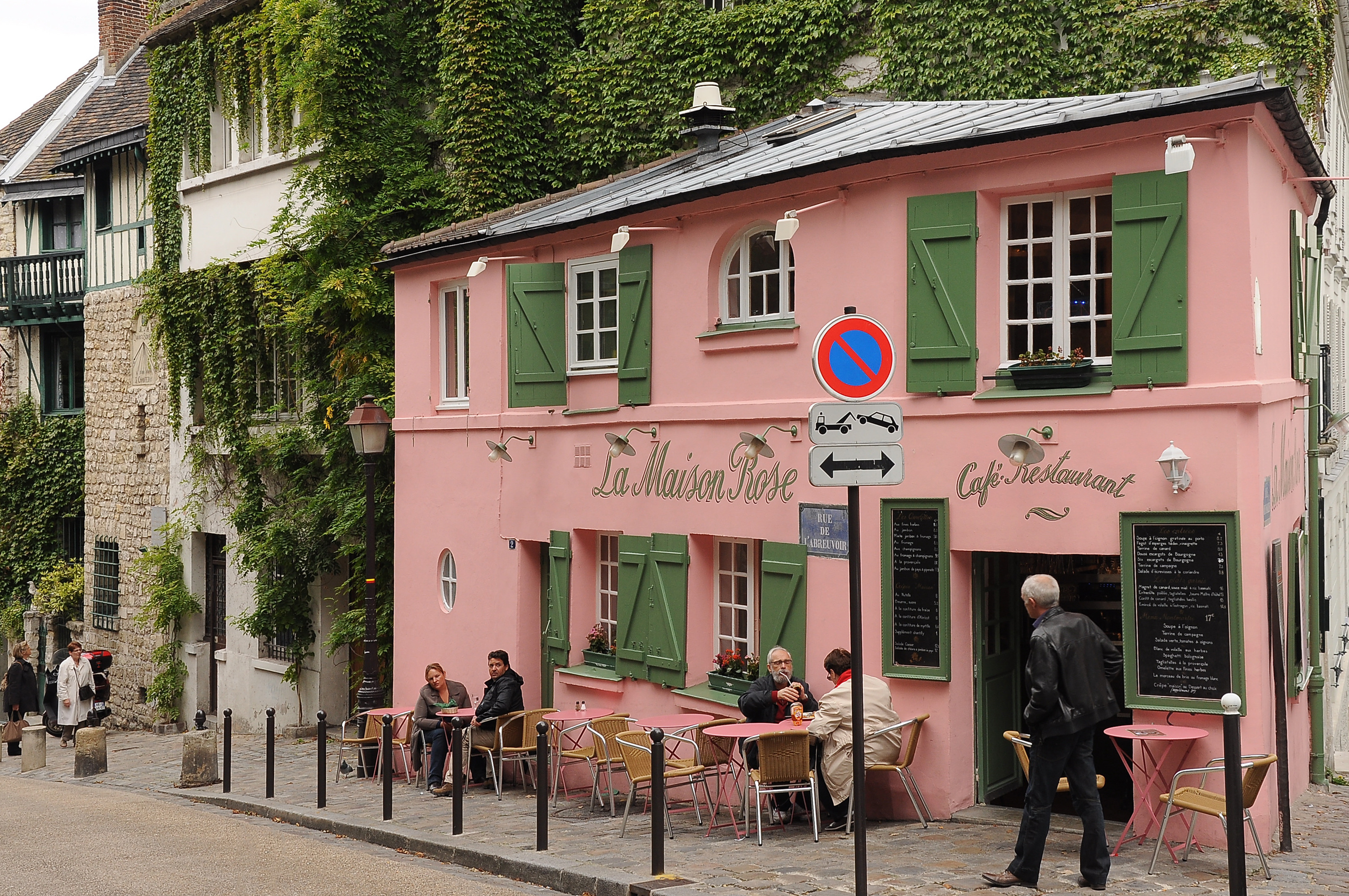
La Maison Rose de la danseuse française Germaine et du peintre catalan Ramon Pichot.

## La rue et les arts

### En peinture
Rue célèbre de la bohème de Montmartre, la rue des Saules a été notamment immortalisée par Paul Cézanne (La Rue des Saules au musée du Luxembourg à Paris), Vincent van Gogh (La Guinguette au musée d'Orsay à Paris) et Maurice Utrillo (La Maison Rose à Montmartre au musée d'art moderne de San Francisco, ou encore Le Lapin Agile à la Arthur Ross Gallery de l'université de Pennsylvanie.

Quelques œuvres représentant la rue des Saules
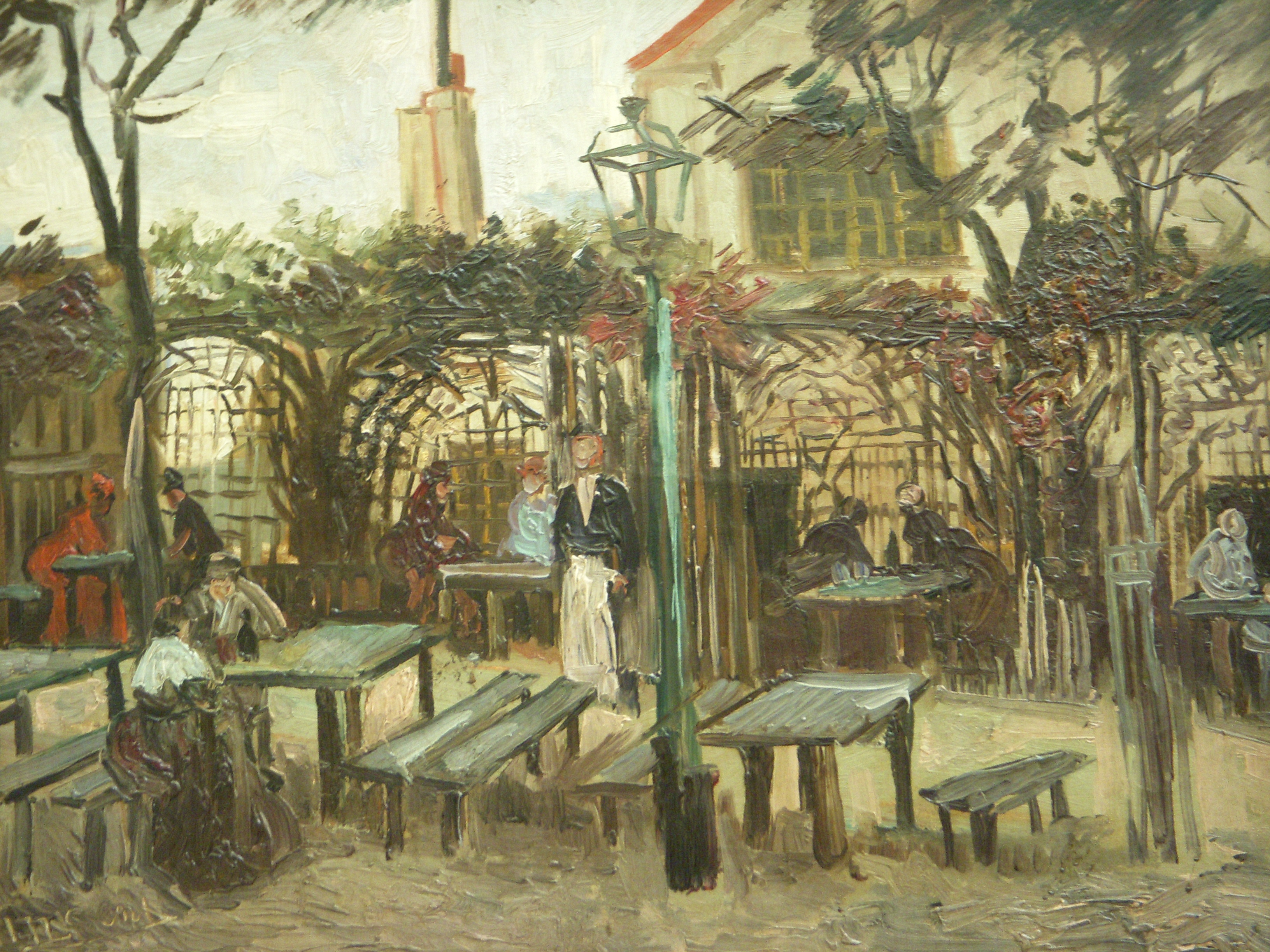
La Guinguette de Van Gogh (octobre 1886, musée d'Orsay).
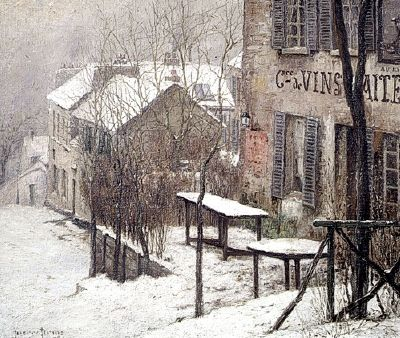
Le Lapin Agile de Pierre-Ernest Prins (1890, musée Carnavalet).
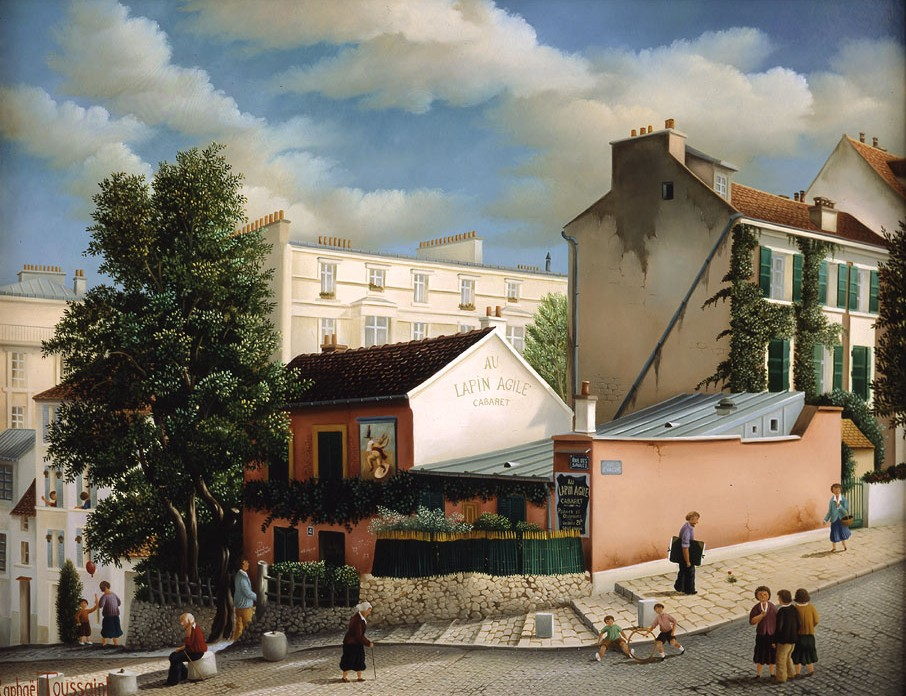
Le Lapin Agile de Raphaël Toussaint (1987).

### Au cinéma
Dans le film Le Marginal (1983), Philippe Jordan, le personnage principal interprété par Jean-Paul Belmondo, a une garçonnière rue des Saules.
Plus récemment, la rue a servi de lieu de tournage au Studio Bagel pour son court-métrage Déjà vu (2014).